# ویکتوریا ساسونکینا
ویکتوریا ساسونکینا (به انگلیسی: Viktoriya Sasonkina) (زاده ۷ ژوئیه ۱۹۸۸) مدل است.